# Візет
Візет (нім. Wieseth) — громада в Німеччині, розташована в землі Баварія. Підпорядковується адміністративному округу Середня Франконія. Входить до складу району Ансбах. Складова частина об'єднання громад Дентляйн-ам-Форст.
Площа — 20,65 км2. Населення становить 1317 ос. (станом на 31 грудня 2020).

## Галерея

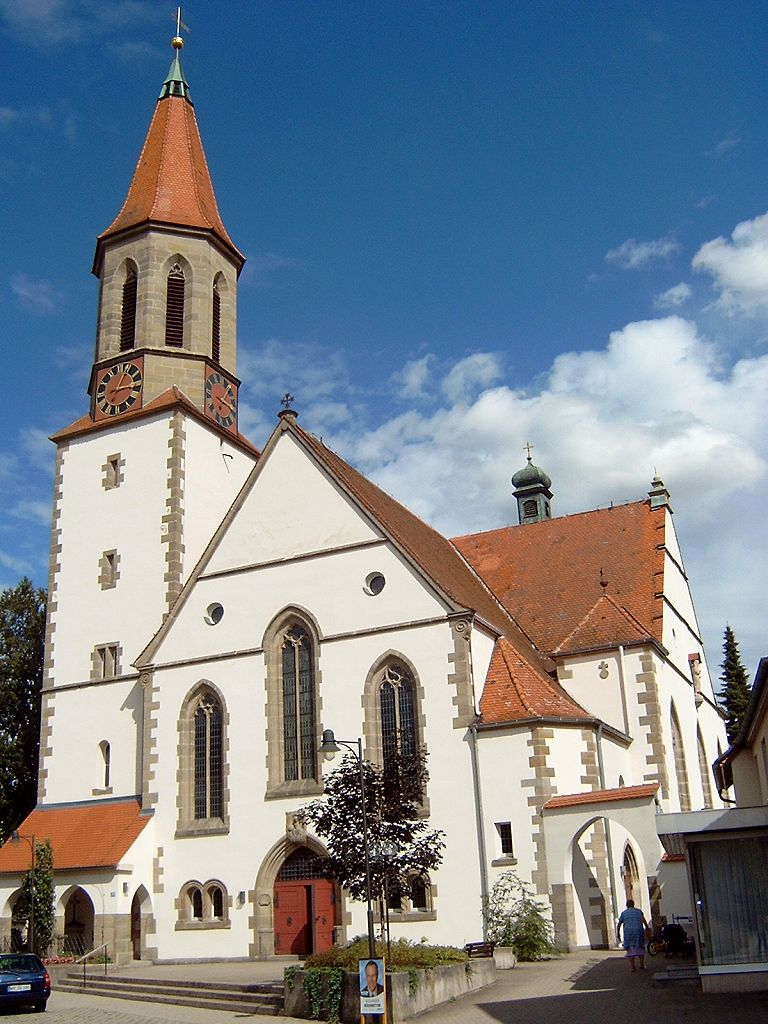